# Рокацо (Рагуза)
Рокацо је насеље у Италији у округу Рагуза, региону Сицилија.
Према процени из 2011. у насељу је живело 640 становника. Насеље се налази на надморској висини од 273 м.